# Trần Đức Lương
Trần Đức Lương (født 5. maj 1937, død 20. maj 2025) var en vietnamesisk politiker, som var Vietnams præsident i perioden 1997-2006.
Han blev født i Quang Ngai provinsen, og flyttede til Hanoi efter at have forladt sin skole i 1955. Han studerede geologi. Han kom til det kommunistiske parti i Vietnam i 1959, og blev funktionær i partiet i 1970'erne. I 1987 blev han vicepremierminister.
Han blev han valgt til præsident den 24. september 1997, og genvalgt i 2002. Den 24. juni 2006 meddelte Trần Đức Lương sin afskedsbegæring (sammen med premierminister Phan Văn Khải). Nguyễn Minh Triết blev udnævnt til at efterfølge ham som præsident.